# The Sensational Spider-Man (vol. 2)
Sensational Spider-Man (vol. 2), Voorheen bekend als Marvel Knights Spider-Man (deel #1-22), een stripserie met in de hoofdrol Spider-Man. De serie is de tweede incarnatie van The Sensational Spider-Man en wordt maandelijks gepubliceerd door Marvel Comics, voorheen in de Marvel Knights publicatie.
Het verschil tussen deze titel en andere Spider-Man titels is dat Marvel Knights Spider-Man gedaan is met een meer volwassen ondertoon.
De serie was bedoeld om de stopgezette serie Spider-Man's Tangled Web te vervangen. Oorspronkelijk zou de serie geschreven worden door Kevin Smith, maar hij werd vervangen door Mark Millar. Toen Millar zijn een jaar lange verhaallijn afhad, werd hij opgevolgd door Reginald Hudlin. Toen de striptitel werd omgezet naar The Sensational Spider-Man, nam Roberto Aguirre-Sacasa het schrijfwerk over.

## Verhaallijnen

### "Down Among the Dead Men" (delen 1-4)
- Schrijver: Mark Millar
- Tekenaar: Terry Dodson
- Inker: Rachel Dodson

Wanneer Spider-Man de Green Goblin eindelijk naar de gevangenis stuurt, ontvoert een andere vijand die op de hoogte is van Spider-Mans identiteit Tante May. Volgens de Owl zijn Electro en Vulture de daders. Dit blijkt later niet het geval te zijn; Owl wil enkel wraak op deze criminelen omdat ze van hem hebben gestolen. Het gevecht met Electro maakt dat Spider-Man in het ziekenhuis beland. Daar wordt hij aangevallen door Vulture, maar Black Cat komt tussenbeide en red Spider-Man. Ook wordt Spider-Man zonder zijn masker gefotografeerd, en de foto’s opgestuurd naar J. Jonah Jameson.

### "Venomous" (delen 5-8)
- Schrijver: Mark Millar
- Tekenaars: Terry Dodson en Frank Cho
- Inker: Rachel Dodson

De foto’s van de ontmaskerde Spider-Man zijn echter te vaag voor identificatie. Jameson biedt een beloning van $5 miljoen voor wie hem Spider-Mans identiteit kan geven. Ondertussen verkoopt Eddie Brock de Venom symbioot aan de Fortunato familie Angelo Fortunato wordt met de symbioot de tweede Venom en valt Spider-Man aan op diens middelbare school reünie. Tijdens het gevecht verlaat de symbioot Angelo, waardoor deze zijn dood tegemoet valt. Dan wordt Spider-Man gecontacteerd door Tante May’s ontvoerder.

### "The Last Stand" (delen 9-12)
- Schrijver: Mark Millar
- Tekenaar: Terry Dodson
- Inker: Rachel Dodson

De ontvoerder blijkt Scorpion te zijn, die voor Norman Osborn werkt. Spider-Man moet Norman uit de gevangenis halen als hij zijn tante weer wil zien. Tijdens de ontsnapping worden Spider-Man en Black Cat aangevallen door de Sinister 12, waar onder andere Scorpion als de nieuwe Venom lid van is. De twee helden krijgen hulp van andere superhelden en Spider-Man gaat achter de Goblin aan. De twee vechten op de Brooklyn Bridge, maar worden onderbroken door Dr. Octopus, die is gehersenspoeld om de Goblin te doden. Spider-Man verslaat beide en red zijn tante.

### "Wild Blue Yonder" (delen 13-18)
- Schrijver: Reginald Hudlin
- Tekenaar: Billy Tan
- Inker: John Sibal

Spider-Man wordt lid van de Avengers en verhuist naar de Stark Tower met Tante May en Mary Jane Watson. Hij zoekt weer naar werk bij de Daily Bugle. Ondertussen plaatst Owl een prijs op het hoofd van Spider-Man en Absorbing Man. Spider-Man ontmoet ook een nieuwe held, Ethan Edwards, en traint hem.

### "The Other" (delen 19-22)
- Schrijvers: Peter David, Reginald Hudlin, J. Michael Straczynski
- Tekenaar: Pat Lee
- Inker: Dream Engine

Deze delen zijn onderdeel van een 12-delig verhaal getiteld Spider-Man: The Other, dat werd begonnen in Friendly Neighborhood Spider-Man en werd afgemaakt in Amazing Spider-Man. Spider-Man wordt bedreigd door een vreemde nieuwe vijand genaamd Morlun, en Mary Jane krijgt te horen dat Spider-Man mogelijk op tv zal worden vermoord.
Peter, Mary Jane en Tante May gaan o.a naar Latveria om met Dr. Doom's tijdmachine een paar scènes uit Peters verleden te bekijken.

### "Feral" (Delen 23-27)
- Schrijver: Roberto Aguirre-Sacasa
- Tekenaar: Angel Medina, Clayton Crain
- Inker: Scott Hanna

Curt Connors bekijkt "The Rock of Life" die veel mysterieuze ziektes veroorzaakte n veel mensen kwaadaardig maakt, waaronder Man-Wolf, Vermin, The Lizard, Black Cat en Puma. Black Cat heeft het vooral zwaar met haar woede en dood bijna de Lizard. De steen blijkt naar New York te zijn gebracht door Stegron. Spider-Man stopt hem uiteindelijk.

### "My Science Teacher is Spider-Man!!" (Delen 28)
- Schrijver: Roberto Aguirre-Sacasa
- Tekenaar: Clayton Crain
- Inker: Scott Hanna

Door de gebeurtenissen van de "Civil War" is Spider-Man’s identiteit nu wereldwijd bekend. Jordan Harrison, een van Peter’s studenten, is geschokt hierover. Wanneer Dr. Octopus beseft dat Peter nog maar 15 was toen hij hem voor het eerst versloeg, gaat hij door het lint en vernielt alles op zijn pad. Spider-Man verslaat hem met Jordans hulp.

### "The Deadly Foes of Peter Parker"(Delen 29-31)
- Schrijver: Roberto Aguirre-Sacasa
- Tekenaar: Angel Medina
- Inker: Scott Hanna

Nu de wereld zijn identiteit kent besluit Chameleon al Spider-Mans geliefden te vermoorden. Black Cat is woedend dat Spider-Man zijn identiteit bekend heeft gemaakt, maar helpt hem toch om zijn vijanden te stoppen.

### "The Husband Or The Spider?", "Wounds" en "Nothing Can Stop the Rhino" (Delen 32-34)
- Schrijver: Roberto Aguirre-Sacasa
- Tekenaar: Sean Chen

Deze drie delen tonen hoe de vrouwen in Spider-Mans leven reageren op zijn ontmaskering: respectievelijk Mary Jane, May Parker en Black Cat. Ook reageren ze op de brute afstraffing die Peter krijgt van de Rhino.

### "The Strange Case Of..." (Delen 35-37)
Spider-Man copycats duiken overal op in Manhattan, en sommigen hebben dezelfde krachten als hij. Nadat Spider-Man een van deze copycats vindt en ontdekt dat er iets goed mis is, neem hij hem mee naar Mr. Fantastic.

### Collecties
- Marvel Knights Spider-Man Vol. 1 Hardcover [1-12]
- Down Among the Dead Men [1-4]
- Venomous [5-8]
- The Last Stand [9-12]
- Wild Blue Yonder [13-18]
- The Other [The Amazing Spider-Man 525-528, Friendly Neighborhood Spider-Man 1-4, Marvel Knights Spider-Man 19-22] (ISBN 0-7851-2188-9)
- Feral [23-27]
- Civil War: Peter Parker, Spider-Man [28-34]